# Waking Up with the House on Fire
Albums de Culture Club
Colour by Numbers
(1983) From Luxury to Heartache
(1986)
Waking Up with the House on Fire est le troisième album studio de Culture Club contenant le single The War Song.

## Liste des pistes
| 1. | Dangerous Man     | 4:14 |
| 2. | The War Song      | 4:13 |
| 3. | Unfortunate Thing | 3:08 |
| 4. | Crime Time        | 2:59 |
| 5. | Mistake Number 3  | 4:36 |

| 1. | The Dive            | 3:47 |
| 2. | The Medal Song      | 4:15 |
| 3. | Don't Talk About It | 3:17 |
| 4. | Mannequin           | 2:53 |
| 5. | Hello Goodbye       | 3:25 |

## Personnel
- Boy George – chant
- Roy Hay – guitare, ssitar électrique, piano, claviers
- Mikey Craig – basse
- Jon Moss – batterie, percussions

### Personnel additionnel
- Phil Pickett – claviers
- Steve Grainger – saxophone
- Kenneth McGregor – trombone
- Ron Williams – trompette
- Helen Terry – chœurs
- Clare Torry – chœurs